# Mun Kyong-nam
Mun Kyong-nam ((문경남?, 文慶男?); 8 aprile 1989) è un calciatore nordcoreano, difensore dell'Amrokgang.